# Abbaye de Münchaurach
 (juin 2023).
L’abbaye de Münchaurach est une ancienne abbaye bénédictine à Münchaurach, quartier d'Aurachtal, en Allemagne.

## Histoire
Le monastère, dédié à Saint-Pierre, mentionné pour la première fois en 1139, est fondé par le comte Goswin von Höchstadt et son fils, le comte palatin Hermann de Stahleck. Un sol décoratif roman fut retrouvé lors de travaux de rénovation en 2012.
Le village de Münchaurach détient le droit du marché. En 1480, la ville de Neustadt an der Aisch rachète le Martinimarkt (le moins lucratif « marché aux chats ») à l'abbaye pour 25 hellers.
L'abbaye, qui appartenait à Ansbach-Bayreuth (de), est détruite pendant la guerre des Paysans allemands, restaurée en 1528 et dissoute en 1532. Les bâtiments conventuels sont complètement détruits. Hiltegund (de), prétendument la fille adoptive du comte Goswin von Höchstadt et sœur du comte palatin près de Rhein Hermann von Stahleck, y est enterrée et vénérée comme une sainte locale.
L'installation est maintenant utilisée par la congrégation protestante luthérienne d'Aurachtal, qui fait partie de l'Église protestante luthérienne en Bavière.

## Architecture
L'église abbatiale est construite vers 1130, le chœur est reconstruit au début du XVe siècle à la place de l'ancienne clôture à trois absides, et le clocher et la voûte du transept sont également reconstruits. Entre 1700 et 1750, l'église est entièrement remaniée dans le style baroque. Une restauration épuratrice a lieu vers la fin du XIXe siècle.
L'extérieur est soigneusement construit en maçonnerie de pierre de taille. Le chœur a des contreforts à gradins. Le clocher haut de six étages est attaché au transept nord, mais n'est pas relié au mur. Il utilise la même technique de pierre de taille que le chœur et présente des ouvertures sonores avec des entrelacs gothiques.
Un simple portail occidental roman, dont les chapiteaux sont pourvus d'un motif en damier, ouvre l'édifice. À l'intérieur, l'église est conçue comme une basilique en forme de croix à toit plat. Les arcades reposent sur des colonnes non effilées aux lourds chapiteaux cubiques, dont les plaques de couverture sont également pourvues d'un motif en damier. Le transept et le chœur dans la largeur de la nef avec une clôture de trois croches sont fermés par des voûtes d'ogives. Le chœur présente des fenêtres à entrelacs en partie d'origine.
À l'ouest se trouve une galerie à une travée édifiée sur une lourde voûte d'ogives du XIIIe siècle.
Le mobilier est néo-gothique, à l'exception d'un groupe de la Crucifixion, créé fin XVIe siècle. Une pierre tombale fragmentaire avec un chevalier en prière fut probablement réalisée au XIIIe siècle et porte une inscription en oncial. Deux pierres héraldiques furent également détruites.

## Source de la traduction
- (de) Cet article est partiellement ou en totalité issu de l’article de Wikipédia en allemand intitulé « Kloster Münchaurach » (voir la liste des auteurs).